# Кипарисовский тоннель
Кипарисовский тоннель — железнодорожный тоннель в Надеждинском районе Приморского края.
Находится на расстоянии около 300 м к северо-западу от платформы 9237 км.
Расположен между платформами 9237 км и станцией Сиреневка. Проходит под Кипарисовским перевалом. Имеет статус стратегического объекта и находится под охраной.
Был построен в 1916 году. Длина тоннеля 945 метров. Тоннель подковообразной формы, имеет кривую с радиусом 200 метров, изначально строился под два пути. Основным недостатком являлась негабаритность, ширина междупутья составляла менее 4500 мм.
Вторая нитка тоннеля была построена в 2000 году. 20 октября 2000 года по новому тоннелю прошёл первый поезд. Строительство велось Дальневосточной горностроительной компанией.
После ввода нового тоннеля в постоянную эксплуатацию была произведена реконструкция старого в период 2013—2014 годов. Работы по реконструкции привели к переустройству старого тоннеля с двухпутного на однопутный. 13 ноября 2014 года состоялось открытие отремонтированного тоннеля.